# Synaphaï

Synaphaï pour piano et quatre-vingt-six musiciens est une œuvre de Iannis Xenakis composée en 1969.

## Histoire
Iannis Xenakis choisit d'intituler cette œuvre Synaphaï parce que ce mot signifie en grec « contiguïtés, connexités, ». Le compositeur souhaite mettre en contact deux univers sonores, celui du piano et celui de l'orchestre. Il s'agit d'une commande du Pro Arte Symphony de l'Université Hofstra.
Synaphaï est créé le 6 avril 1971, au Festival international d'art contemporain de Royan, par Georges Pludermacher au piano, et l'Orchestre de l'ORTF sous la direction de Michel Tabachnik.
Iannis Xenakis écrira d'autres œuvres pour piano et orchestre, comme Erikhton en 1974, ou Keqrops en 1986. 
C’est l’une des oeuvres les plus difficiles du répertoire.

## Effectif
Trois flûtes, trois hautbois, trois clarinettes, trois bassons, quatre cors, quatre trompettes, quatre trombones, tuba, trois percussionnistes, seize violons, quatorze violons II, dix altos, dix violoncelles, huit contrebasses.

## Discographie
- Oeuvres pour orchestre - Vol. III, Hiroaki Ooï (piano) et l'Orchestre philharmonique du Luxembourg dirigé par Arturo Tamayo , 2002, Timpani.
- Soliste du New Philharmonia (piano) et The New Philharmonia dirigé par Elgar Howarth, 2006, Explore ; Deutsche Grammophon ; Universal Music.
- Stéphanos Thomopoulos (piano), 2015, Timpani Records.